# Speculum

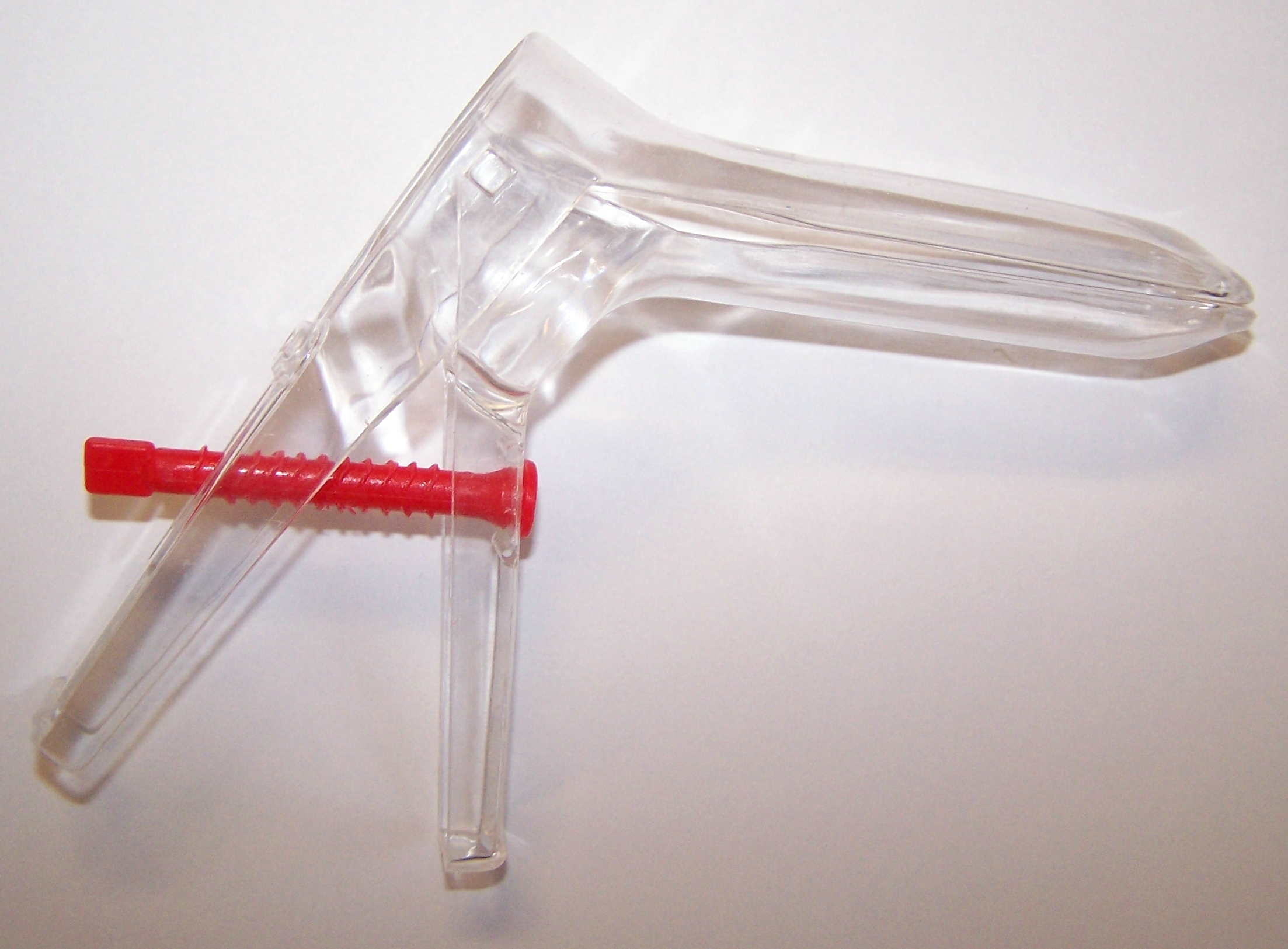
Un moderno speculum vaginale in plastica

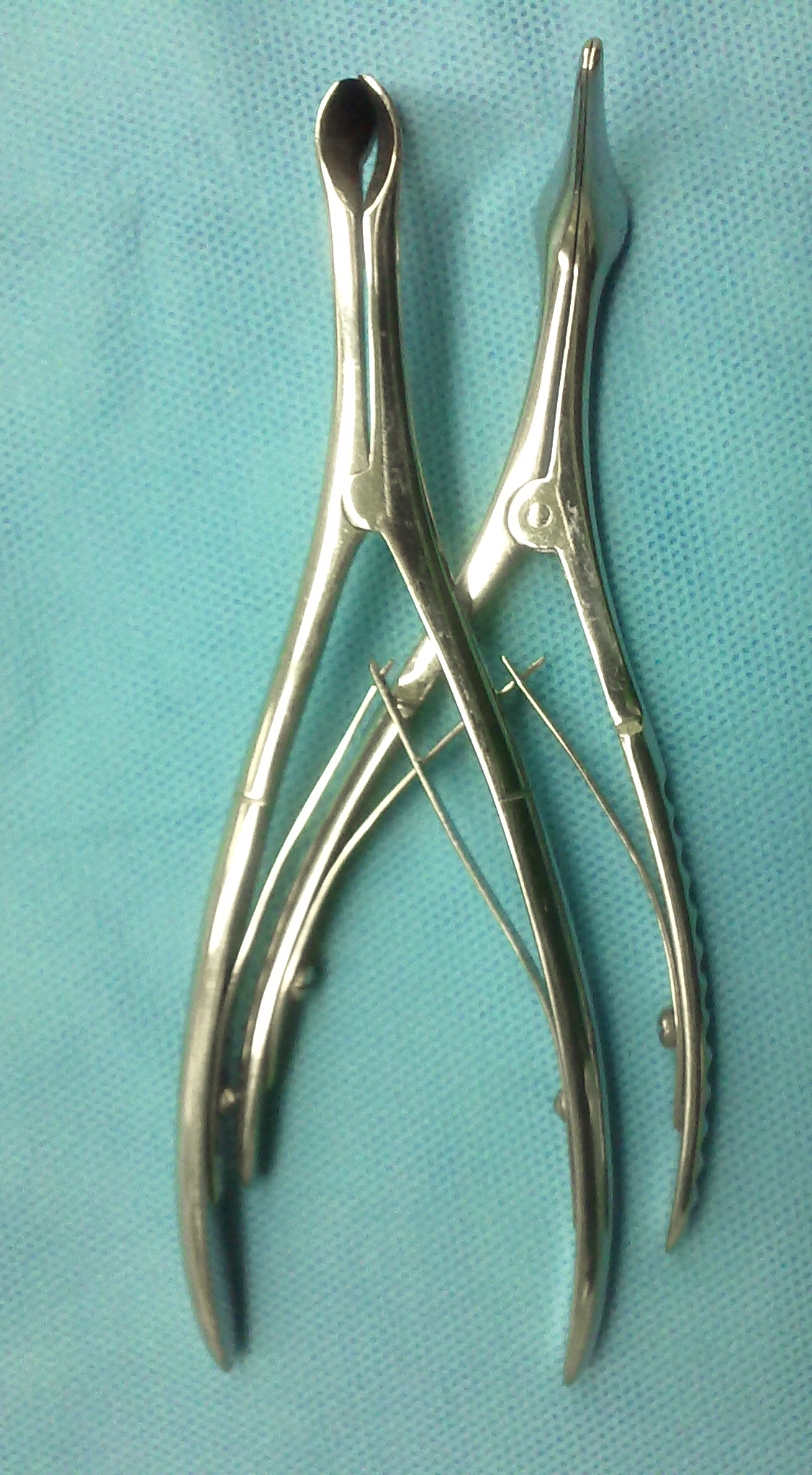
Speculum nasali

Lo speculum o specolo è un dispositivo medico utilizzato per mantenere aperto un orifizio (per esempio le narici, la vagina, l'ano, ma anche l'occhio) in modo da permettere l'effettuazione di analisi o interventi medici.
È prevalentemente utilizzato in ginecologia, come strumento principale nelle visite di routine. È in genere prodotto in plastica trasparente e/o metallo.

## Storia
Inventato dai romani (lo strumento fu rinvenuto tra le rovine di Pompei, presso la Casa del Chirurgo), si diffuse a livello mondiale nei secoli successivi. Archigene, col nome di dioptro, lo adoperava per osservazioni della cervice uterina. Ippocrate ne descrisse uno per l'uso anale, all'epoca conosciuto con il nome di catoptere. Anche Paolo di Egina ne fu utilizzatore, nel VII secolo, così come successivamente i medici arabi Rhazes e Abu al-Qasim al-Zahrawi, fra l'Ottocento e l'anno mille. Tra il 1500 e il 1600 se ne ritrovano descrizioni sulle caratteristiche e l'utilizzo da parte, tra gli altri, di Paracelso, Girolamo Fabrici d'Acquapendente, Pierre Franco, Ambroise Paré e Jacques Guillemeau. Anche François Mauriceau, Cosme Viardel, Philippe Peu ne furono utilizzatori e promotori.
Dopo questo periodo, tuttavia, lo strumento cadde in disuso, fino alla prima metà del 1800, quando il chirurgo francese Joseph Récamier lo reintrodusse per la medicina generale e la ginecologia, dando un nuovo impulso alla sua diffusione. In particolare, oltre alla funzione di dilatatore, il dispositivo di Récamier utilizzava un tubo di stagno (o altro metallo) levigato a specchio, per osservare con maggiore precisione le pareti interne vaginali. La scoperta dell'antico speculum tra le rovine romane di Pompei avvenuta nel 1818, diede ulteriore impulso alla diffusione del dispositivo nella comunità medica internazionale.
Da allora è d'utilizzo comune nella medicina moderna, rimasto in buona parte immutato rispetto all'invenzione romana.

## Caratteristiche

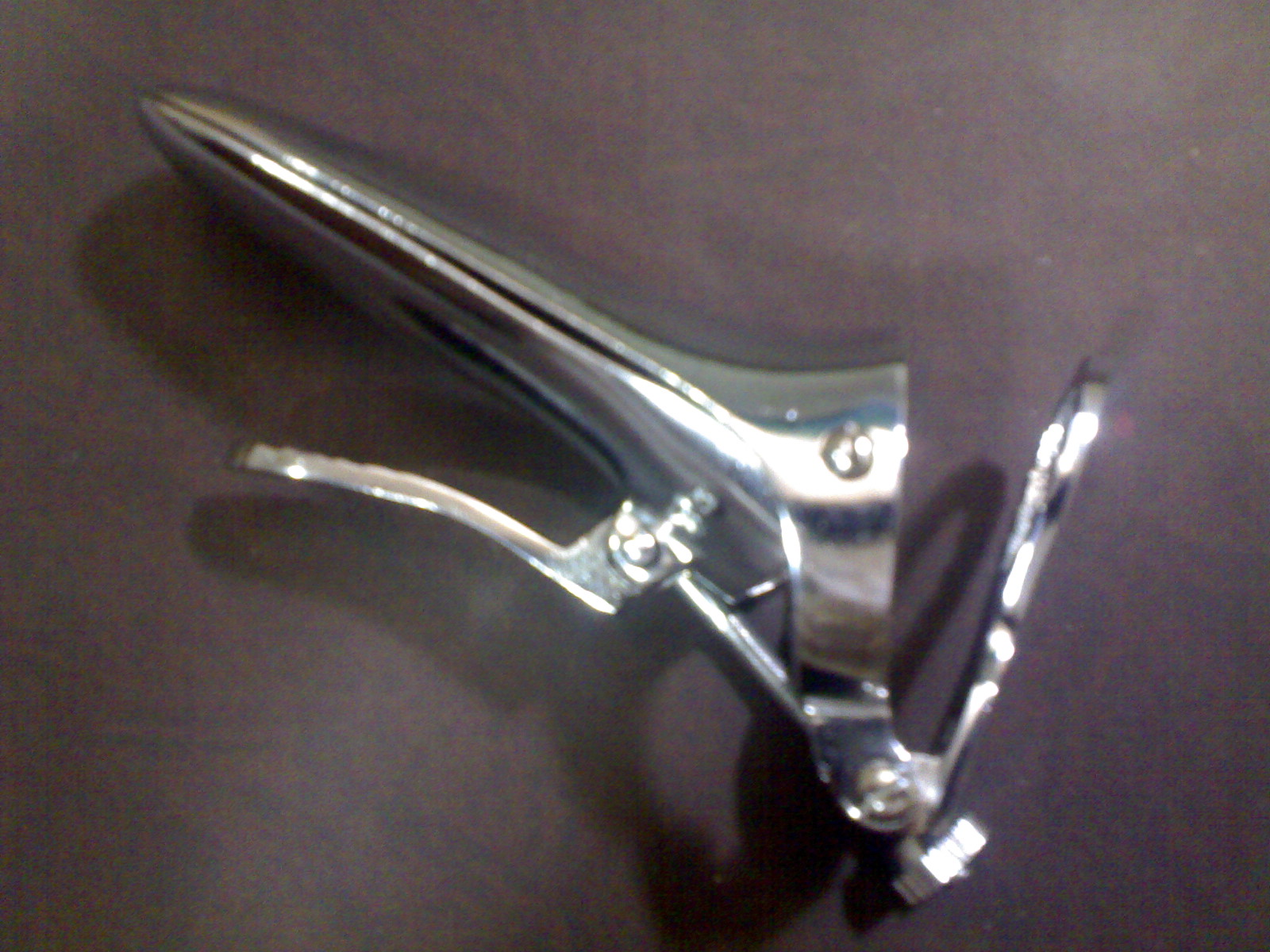
Speculum di Cusco

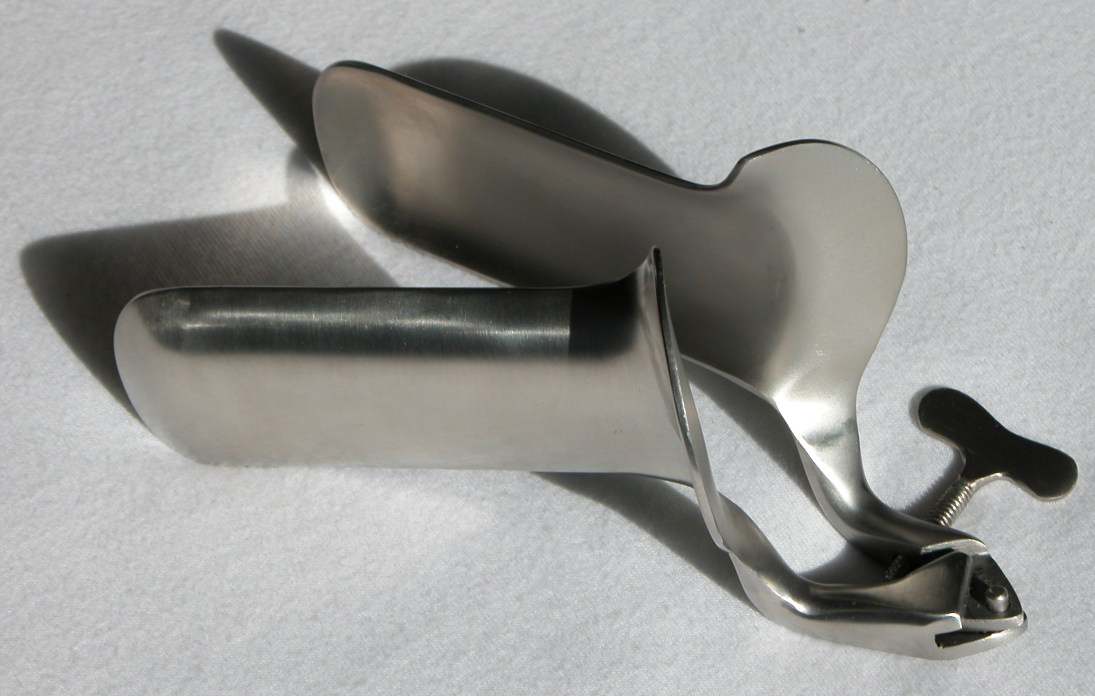
Speculum di Collin

Con il nome di speculum si definisce una serie di strumenti utilizzati per l'osservazione all'interno di orifizi o cavità dell'organismo, umano o animale.
Lo speculum ha generalmente una forma conica, e dispone di due o tre valve per la dilatazione. Le dimensioni e la forma possono variare in base alla destinazione d'uso dello strumento (in ambito ginecologico, otorinolaringoiatrico, oculistico, ecc.).
Esistono due tipologie principali, lo speculum di Cusco e lo speculum di Collin. Il primo dispone di due valve simmetriche. Il secondo ha invece due valve poste da un singolo lato. Quello di Cusco è di uso prevalente, ed essendo prodotto in diverse misure e materiali (plastica o metallo), trova applicazione sia per visite con minima dilatazione, come in caso di imene intatto, sia per dilatazioni ampie, come in donne con più parti. Lo speculum di Collin è invece di utilizzo prevalente nel caso di interventi terapeutici in cui si necessita maggiore libertà di movimento.